# Ирвин, Стаффорд Лерой
Стаффорд Лерой Ирвин (23 марта 1893 — 23 ноября 1955) — американский военный, участник Второй мировой войны, генерал-лейтенант армии США.

## Биография
Родился 23 марта 1893 года в Форт-Монро, штат Вирджиния, США в семье военных.
Окончил Военную академию в Вест-Пойнте в 1915 году. Во время Мексиканской экспедиции проходил военную службу в кавалерийских частях под командованием генерала Джона Першинга. В 1917 году прошел курс артиллерийской переподготовки при артиллерийской школе в Форт-Сил.
В межвоенный период занимал различные военные должности: был профессором кафедры военной тактики Йельского университета (1919—1920), инструктором Национальной гвардии Оклахомы (1920—1924), преподавателем артиллерийской школы (1929—1933), находился в резерве армии США (1933—1936) .
Участник Второй мировой войны с 1941 года. Командовал 72-м артиллерийским полком (1941—1942), был командующим артиллерией 9-й пехотной дивизии (1942—1943) в Северной Африке.
С сентября 1943 года по апрель 1945 года — командир 5-й пехотной дивизии, которая вела боевые действия в северо-западной части Европы.
С апреля по сентябрь 1945 года — командир 12-го корпуса в Европе.
В послевоенные годы занимал различные командные должности в армии США. В 1950—1952 годах командовал американскими войсками в Австрии.
1952 году вышел в отставку по состоянию здоровья. Умер 23 ноября 1955 года в Эшвиле, штат Северная Каролина. Похоронен на Арлингтонском Национальном кладбище.

## Семья
Стеффор Лерой происходил из военной семьи, его дед— Бернард Джон Ирвин, был бригадным генералом и кавалером Медали Почёта, его отец Джорж Лерой Ирвин — генерал-майор.